# 黃金太陽 漆黑的黎明
《黄金太阳 漆黑的黎明》，是奇幻角色扮演游戏黄金太阳系列的第三作。游戏由Camelot开发，任天堂发行于任天堂DS平台。游戏最初在2010年的E3游戏展上展示，同时在展会中也透露了游戏的官方名称及运行平台。游戏日版发行于2010年10月28日，美版发行于同年11月29日。游戏距离Game Boy Advance平台前作《失落的时代》的发行有8年。
本作讲述了前两作三十年后的故事，游戏的主角也转为前两作主角的后代。玩家在游戏中将扮演穆特一行，并为修复损坏的滑翔翼外出旅行，而在旅行中穆特拯救了世界。在游戏中玩家可以用魔法（即“精神力”）打败敌人、发现新地点、帮助当地的居民，并捕捉元素精灵提高队伍的实力。
媒体总体给了《漆黑的黎明》较好的评价，但对本作的评价并不如前两作高。GameSpot评价道“虽然人们可能不认为游戏是经典之作，但《黄金太阳 漆黑的黎明》仍然是值得去玩的DS RPG游戏”。

## 游戏玩法

图为“降雨”精神力，可以把火熄灭

《漆黑的黎明》遵循了如今角色扮演游戏的惯例。在游戏中玩家操控着主角一队环探索世界，与其他角色交谈，同怪物战斗，习得更强大的魔法，获得更好的装备，并到达预定的地点完成任务。在前两作中有些任务需要返回曾经去过的地方完成，但本作一些地方离开后将不能返回。游戏为不熟悉前作的人设置了辞典系统，当在对话中点击带下划线的关键词时，即可查看重要人名、概念等词语的解释。
游戏的多数时间并非花在战斗上，而是用在世界地图或地道、山洞等各种迷宫中。在游戏中玩家可以通过步行或乘船探索世界。为了解开谜局，玩家们或要将柱子推到两块高地之间以架起桥梁，或要在悬崖间爬上爬下，还要为推动剧情而拿到特殊的道具。在解谜的过程中，游戏的魔法——即精神力——起着举足轻重的作用；为了完成任务，玩家可能要寻找并装备相应的精神力道具，以习得该的精神力。
和一些游戏中魔法只能用在战斗的攻防中不同，精神力的另一用途就是在解谜与探索地图。一些精神力只能用于战斗，而另有一些却只能用在迷宫与地图等非战斗场景中。当在地图中使用精神力时，主角的周围会出现圆形光環，玩家就可以通过触摸屏或按键控制精神力的作用对象。除了前面两类，还有的精神力则可兼用于两者，如“降水”精神力既能在战斗中创伤敌人，还能将游戏地图中的火焰熄灭。精神力源自四大元素：地（岩石与植物）、火（火与热）、风（风与电）、水（水与冰）。随着游戏的进展，玩家可以通过升级或是装备道具来习得更多精神力，并需要依靠它们到达新地点和探索隐藏要素。

### 战斗

图为在战斗中使用精神力，屏幕上方显示了角色的状态

《漆黑的黎明》包括随机战和为推动剧情而必须应对的头目战。一场战斗打响后，DS下屏将会显示对峙而立的玩家与敌人两军，战斗时主角和背景将以3D效果轮流旋转。DS上屏则可以在角色状态和精灵待命状态间切换。
游戏的战斗系统和前两作相似。在战斗中，玩家需要用多种方法击败敌人，如使用武器攻击，发动攻击性精神力等；在而攻击的同时，玩家还要用各种方法保持生命力，如使用道具，发动支援系精神力复活队员，亦可以执行防御。当所有角色生命值都为0时，战斗即为失败，队伍将在自动返回最近去过村庄的神殿并扣除金钱。战斗胜利后，玩家会得到经验值和金币，偶尔还能够捡到道具。

### 精灵系统
《漆黑的黎明》的一大特色就是搜集与操控一种叫“精灵”的元素产物，这些精灵分散隐藏在游戏世界的各处。精灵的搭配会影响到角色的能力，附身的精灵还会改变主角掌握的精神力。当精灵附身时，角色的职业，攻击、防御等能力值和所掌握精神力会发生改变，不同的精灵对各个角色产生的影响也不尽相同。
已经捉到的精灵可以在角色间分配，精灵有附身、待命和恢复中这三种状态。对于被精灵附身角色，其职业、能力和所掌握的精神力由自身元素属性与附身精灵共同决定。在战斗中，玩家可以让角色在回合中施放精灵，而精灵独有的特效这时就会起作用。这些特效包括强力的元素攻击，发动增益减益效果和治愈等。精灵在施放后状态会转为待命状态；此时，精灵不再影响主角的职业，但可以用来召唤强大的元素之神——召唤兽。召唤神兽的威力最为强大，但也并存着风险：召唤需要有精灵处于待命状态，而精灵却只有在附身时才会提升主角能力。一旦附身精灵被用来召唤，它们必须休息几个回合才能重新附身。《失落的时代》共有30种召唤兽：16种单元素召唤兽和14种复合召唤，一些召唤需要玩家自行寻找。
本作四元素精灵共83只，其中的72只可以任意均分给8名主角，另外11只则只是在剧情中出现。在前作中，四元素元素的精灵只有四种形象，但在《漆黑的黎明中》每个精灵都有了自己的形象。精灵多样的分配方式形成了繁多的职业搭配，从而有了不同的战斗方案。

## 简介

### 世界观
和系列前两作一样，游戏发生在一个叫“维亚德”的奇幻世界中。从前两作中的可知，在远古的维亚德，人们利用炼金术推动了文明的发展，但炼金术若被滥用则会毁灭这个世界，于是古人们便将炼金术封印了起来；然而失去了炼金术的力量后，文明开始衰落，如果不能及时制止，世界将会消亡。在前两作中，罗宾和加西亚一行让炼金术重新回到了世界。故事发生在《失落的时代》结局后的三十年。随着罗宾一行把黄金太阳之力重新带回了维亚德，大陆发生漂移，新的国家和物种诞生。然而，能吸取大自然和炼金术士精神力的精神力黑洞却出现在维亚德各处。

### 角色
《漆黑的黎明》的操作角色多为前两作人物的后代。在游戏中玩家一共可以控制8名角色。队长地元素使穆特是罗宾与加丝敏的儿子，少言但却有着坚定的意志。火元素使特里是杰拉德的儿子，虽因恶作剧 而被反感，但依然穆特的好朋友。风元素使卡莉丝是伊万的女儿，经常来监视小屋找穆特和特里玩。水元素使克劳恩是米雅莉的儿子，一直和师傅斯库莱塔在世界中 旅行。哈尔玛尼是阿雅塔由的王子，有着谜一般的身世。兽人元素使史黛拉是摩尔格尔国王的妹妹，有着超越人类的感官，在战斗中可以化身野兽。火元素使雷奥雷 奥是帕亚亚姆的儿子，曾在二代登场，是一名年轻的海盗。地元素使卑弥是须佐之女，被“第三只眼”选中，具有预知未来的能力。斯派德和哈特是科技与军事强国兹亚帕兰的成员，为达目的而利用了穆特一行，而面具男艾斯则和他们一起行动。

### 剧情
在游戏的开头，特里意外的弄坏了伊万发明的滑翔翼，因而罗宾决定让他和穆特与卡莉丝一起到神鸟的岩山寻找修复材料——洛克鸟的羽毛。在途中他们遇到了反派斯派德、哈特和艾斯。而和斯库莱塔及姐姐诺布尔分开的克劳恩加入了穆特队伍，并前去与斯库莱塔会合。在开启了熔炉与水井两座炼金术机器后，一行人来到了兽人居住的摩尔格尔地区。穆特等人很快就获得了洛克鸟的羽毛，却也被骗启动了造成“被诅咒的日蚀”的露娜灯塔，覆盖大半块大陆的日蚀之阴影带来了痛苦与死亡。穆特等人为了终结日蚀，击败了斯派德、哈特、以及由史黛拉哥哥变成的暗之怪物，并启动能增强炼金术机器输出的光之增幅机——阿波罗。在启动了阿波罗，终结被诅咒的日蚀之后，主角一行各自回到了家乡。然而，迎接穆特的却是一个异常巨大的精神力黑洞。

## 開發
人们在第二作发行之后就开始了关于系列第三作的讨论。在2003年Camelot称“系列第三作目前仍然在酝酿中”，而工作室的建立者高桥宏之和高桥秀五两兄弟则在2004年的采访中表示，前两作的情节“意欲作为序言，而真正的故事还在后头”，而当时亦有传言称第三作将可能登陆任天堂GameCube平台。
由于《失落的时代》发行后再没有任何新作推出，因而流传开了一些恶作剧。如2007年E3游戏展将会公布《黄金太阳 日之预言者》（Golden Sun: The Solar Soothsayer）登陆任天堂DS平台的消息，然而官方并没有发布任何关于此游戏的新闻，而恶作剧的作者承认此举是为引发更多关于续作的讨论。
关于黄金太阳第三作的猜测仍在继续，高桥兄弟在评论在2007年10月的评论中表示仍想开发第三作，他们仍称“必须”做出第三作，而且任天堂也确曾邀请过他们。而他们表示为了给第三作足够的开发时间，因而并未动手。在2008年4月《任天堂力量》对高桥秀五的一个新游戏了进行采访，当被问及黄金太阳第三作时，高桥答道：“一个新的黄金太阳？好吧，其实我也想玩一款新的RPG了”。
《黄金太阳DS》最终在2009年任天堂E3新闻发布会上公布，发售日期定为2010年假期。当时发布会中展示的视频显示前作的一些精灵和召唤会在本作中继承。在2010年的E3上，游戏名称《黄金太阳 漆黑的黎明》正式公开，并向与会者提供了游戏的试玩版。《Fami通》杂志在2010年7月对游戏进行了专访，制作人高桥秀五表示这次游戏只开发一作，而非前两作的上下篇形式。
在2012年6月Nintendo Gamer的一次采访中，制作人高桥宏之对续作的发行表示：“我们制作RPG的一大原因是来自我们RPG玩家的请求。若有足够的任天堂玩家希望我们制作另一部黄金太阳游戏，那我们自然会再开发一作的。”

## 评价
| 汇总媒体     | 得分               |
| ------------ | ------------------ |
| GameRankings | 80.62%（39个评价） |
| Metacritic   | 79%（63个评价）    |

| 媒体          | 得分   |
| ------------- | ------ |
| 1UP.com       | B      |
| Edge          | 8/10   |
| Eurogamer     | 8/10   |
| Game Informer | 7.5/10 |
| GameSpot      | 7.5/10 |
| IGN           | 7.5/10 |
| Fami通        | 33/40  |

媒体给了《漆黑的黎明》较好的评价，游戏在Metacritic和GameRankings的汇总得分分别为79%和80%。但评论对本作的评价则普遍不如Game Boy Advance上的前两作：首作《开启的封印》在Metacritic和GameRankings的汇总得分为91%和90%，第二作《失落的时代》则为86%和87%。英国杂志《Edge》评价道“虽然缺乏影响力，但黄金太阳系列仍有很多话题”。
游戏的画面和精灵系统受到了广泛的好评。GameSpot评论道“游戏从GBA的2D世界进入了DS的全3D，视觉效果良好。游戏精神力、精灵行动和召唤的电影般画效都棒极了。”而1UP.com则称战斗画面“尤为令人眼前一亮，但却不会感到华而不实或令人厌倦”。GamesRadar称赞了游戏独特的精灵系统“使资深RPG玩家也不会感到游戏无聊”，而IGN也称“玩家可以召唤巨人或神兽来协助战斗，每次召唤都有过场动画。那非常酷。”Game Revolution称赞了游戏的解谜设置，并评论道“《漆黑的黎明》的迷宫就像其前作一样几乎很难，但你拿到难以触及奖赏后的满足感，就如探索者破解了谜团一般。《漆黑的黎明》可以通过辞典让不熟悉前作的人上手，游戏博客Kotaku评论道“如果遇到你不熟悉的词汇、概念或人物，只需使用触摸笔轻点击一下，定义就可弹出。这是对新手是非常友好的。”
对游戏的批评则集中在简单的战斗以及如同前作的冗长的对话上。许多评论认为游戏的战斗简单，Game Revolution评价战斗“可以用精灵猛砸敌人来代替武器攻击”，而GamesRadar也批评道“不仅己方的战斗容易，而且精神力补给还很快，你可以自由的用来治疗或攻击，而不必单只使用的道具——你从不会发现资源匮乏，或感到自己陷入困境”。而游戏依然延续了前作对话啰嗦的毛病，1UP.com评论道“游戏的主角和反派有种不可思议的技巧，能把他们真正想传达的极其简单的事情重复说上三四遍”。游戏新增了表情反馈功能，可以让沉默的主角回应其他角色，但有评论认为该功能是多余的，因为其并不能影响剧情。此外Nintendo World Report认为《漆黑的黎明》的音效和GBA平台上的前作相似，但却不像前作那么令人留恋，而RPGFan也称游戏的音乐“多种多样，但往往会淡入背景中，并很快被人遗忘”。

根据Media Create在2010年10月25日－10月31日的区间销量统计，《漆黑的黎明》日版在前4天一共售出了46,516份。游戏在英国发售首周排在了当周销量榜的第23位。截至2012年1月，游戏在日本售出8万份。